# X Company
X Company est une série télévisée canadienne et hongroise dramatique et historique en 28 épisodes de 44 minutes, créée par Mark Ellis et Stephanie Morgenstern, et diffusée entre le 18 février 2015 et le 15 mars 2017 sur le réseau CBC Television.
Au Québec, la série est diffusée sous le titre Mission X depuis le 17 novembre 2016 sur le service ICI TOU.TV et à la télévision depuis le 10 janvier 2017 sur ICI ARTV. En France, TF1 aurait acheté les droits de diffusion. Elle est diffusée sur TFX. Elle reste inédite dans les autres pays francophones.

## Synopsis
Située dans l'excitant et dangereux monde de l'espionnage lors de la Seconde Guerre mondiale, elle suit les aventures de cinq jeunes et talentueux espions canadiens, américains et français qui furent arrachés à leur vie ordinaire pour suivre un entraînement dans un centre ultra secret sur les berges du Lac Ontario.

## Distribution

### Acteurs principaux
- Evelyne Brochu (VF : Barbara Kelsch) : Aurora Luft (sous couverture : Helene Bauer)
- Jack Laskey (en) (VF : Jean-Christophe Dollé) : Alfred Graves
- Warren Brown (VF : Emmanuel Lemire) : Neil Mackay
- Dustin Milligan (VF : Renaud Heine)[3] : Tom Cummings (saisons 1 et 2)
- Connor Price (VF : Gwendal Anglade) : Harry James (saisons 1 à 3)
- Hugh Dillon (VF : Thierry Hancisse) : Duncan Sinclair (saisons 1 à 3)
- Torben Liebrecht (de) (VF : Boris Rehlinger) : Oberführer puis Brigadeführer Franz Faber
- Livia Matthes (de) (VF : Ludivine Maffren) : Sabine Faber
- Lara Jean Chorostecki (VF : Caroline Mozzone) : Krystina Breeland
- François Arnaud (VF : Fabrice Josso) : René (saisons 1 et 2)

### Acteurs récurrents
introduits dans la saison 1
- Julian Michael Deuster (VF : Thibaut Belfodil) : Viktor Forst (saison 1, invité saison 2)
- Emily Taaffe (en) (VF : Claire Beaudoin) : infirmière Siobhan (saison 1, invitée saison 2)
- Adrian Lukis (VF : Yves Beneyton) : Lt-Col. George Mayhew, basé au Camps X (saisons 1 et 2)
- Karen Gagnon (VF : Julia Boutteville) : Alice (saisons 2 et 3, invitée saison 1)

introduits dans la saison 2
- Basil Eidenbenz (de) (VF : Alexandre Nguyen) : Untersturmführer Matthias Edsel (saisons 2 et 3)
- Sara Garcia (VF : Géraldine Kannamma) : Miri (saison 2, invitée saison 3)
- Trevor White (VF : Sébastien Ossard) : Schroeder (saison 2, invité saison 3)
- Jack Fayter (VF : David Van de Woestyne) : Capitaine Conrad Ackley (saison 2)
- Jamie Maclachlan (VF : Pierre Tessier) : George Stirling (saison 2)
- Vinzenz Wagner (de) (VF : Jim Redler) : Klaus Frommer (saison 2)
- Pierre Kiwitt (VF : Jérôme Pauwels) : Brigadeführer Richard Oster, basé à Paris (saisons 2 et 3)

introduits dans la saison 3
- Florian Ghimpu (VF : Éric Aubrahn) : Janowski (saison 3)
- Nina Yndis (VF : Caroline Victoria) : Irena (saison 3)
- Aylin Tezel (VF : Elsa Davoine) : Zosia (saison 3)
- Madeleine Knight (VF : Marjorie Frantz) : Heidi Adler (saison 3)
- Morten Suurballe (VF : Guy Chapellier) : Obergruppenführer Ulrich Schmidt (saison 3)
Version française
  - Société de doublage : Cinéphase
  - Direction artistique : François Dunoyer
  - Adaptation des dialogues : Alexa Donda, Tim Stevens

Source VF : RS Doublage

## Production
La série est une idée que les créateurs, Mark Ellis et Stephanie Morgenstern avaient depuis douze ans. Leur court-métrage Souvenir, ayant remporté un franc succès dans différents festivals cinématographiques, les a poussés à développer un scénario de long métrage qui est devenu X Company.
Initialement intitulée Camp X, la série a été tournée à Budapest en Hongrie, d'août à octobre 2014. S'est donc opéré une co-production canadienne-hongroise. X Company est inspiré d'un réel camp d'entraînement d'espions qui est situé entre Whitby et Oshawa en Ontario au Canada,.
La saison 2 est tournée dès juillet 2015 à Budapest en Hongrie, et ce pour quatre mois. Le premier épisode de la deuxième saison 2 a été diffusé le 27 janvier 2016.
Devant le succès grandissant, CBC Television signe une troisième saison. Le tournage de cette dernière a commencé le 25 juillet 2016 à Budapest. La diffusion de la saison est prévue à l'hiver 2016. Le 8 septembre 2016, la CBC annonce que la troisième saison sera aussi la dernière.

## Épisodes
| Saison | Nombre d'épisodes | Diffusion originale | Diffusion originale |
| ------ | ----------------- | ------------------- | ------------------- |
| 1      | 8                 | 18 février 2015     | 8 avril 2015        |
| 2      | 10                | 27 janvier 2016     | 6 avril 2016        |
| 3      | 10                | 11 janvier 2017     | 15 mars 2017        |

### Première saison (2015)
1. Les Héros de l'ombre (Pilot)
2. Rien qu'une mission (Trial by Fire)
3. Le Baiser Mortel (Kiss of Death)
4. Derrière la partition (Sixes & Sevens)
5. Pour eux, pour elles (Walk with the Devil)
6. Entre les mains de l'ennemi (In Enemy Hands)
7. L'Enfer c'est ici (Quislings)
8. Au grand jour (Into the Fire)

### Deuxième saison (2016)
1. Tenir bon (Creon Via London)
2. Au-delà des limites (Night Will End)
3. Cavale sans issue (Schein Und Sein)
4. Sortir de l'ombre (Last Man, Last Round)
5. Tu ne tueras point (Nil Nocere)
6. Frapper fort (Black Flag)
7. La Vérité vous rendra libre
8. Ennemies intimes (Father Land)
9. Jour J (Butcher and Bolt)
10. Pourquoi se battre (August 19th)

### Troisième saison (2017)
Elle a été diffusée à partir du 11 janvier 2017.
1. Rapprochements (Creon Vs. Ixion)
2. Dans la gueule du loup (Masquerade)
3. La force des mots (One for the Moon)
4. Tant qu'il y a de l'espoir (Promises)
5. En territoire inconnu (Frontiers)
6. Un mal pour un bien (Supply and Demand)
7. La chasse (The Hunt)
8. Bas les masques (Naqam)
9. Dommage collatéral (Friendly Fire)
10. Le devoir de mémoire (Remembrance)

## Accueil

### Réception
Denote Wilford du Huffington Post parle d'une « leçon d'histoire offerte par la CBC Television ». Le journaliste critique John Dayle du Globe and Mail voit en X Company un « vaste divertissement » et « un bon et solide thriller ». Sur le site IMDb, la série obtient la note de 7,4/10.

### Distinctions

#### Récompenses
- Prix Écrans canadiens 2016 : Meilleur second rôle masculin dans une série dramatique : Torben Liebrecht (épisodes Walk with the Devil et Into the Fire)

#### Nominations
- Prix Écrans canadiens 2016 : Meilleure photographie dans une série dramatique : Stephan Pehrsson
- Prix Écrans canadiens 2016 : Meilleur son dans une série comique ou dramatique : Alan deGraaf, Mike Woroniuk, Richard J. Anobile, Kevin Howard, Nathan Robitaille, J.R. Fountain, John Douglas Smith, Richard Calistan, Joe Mancuso, Steve Hammond, Erik Culp, Zenon Waschuk, Rob Hegedus
- Prix Écrans canadiens 2016 : Meilleure performance pour un rôle invité : Rick Okon (épisode In Enemy Hands)
- Prix Écrans canadiens 2016 : Meilleurs costumes dans un programme ou une série : Andrea Flesch (épisode Kiss of Death)
- Prix Écrans canadiens 2016 : Meilleur scénario pour une série dramatique : Denis McGrath (épisode Quislings)
- Guilde canadienne des réalisateurs 2015 : Meilleur montage dans une série : Lisa Grootenboer (épisode The Pilot)
- Guilde canadienne des réalisateurs 2015 : Meilleur son dans une série : Kevin Howard, Nathan Robitaille, J.R. Fountain, Rob Hegedus, John Douglas Smith, Richard Calistan, Joe Mancuso, Jason MacNeill (épisode The Pilot)
- Canadian Cinema Editors Awards 2015 : Meilleur montage dans une série télévisée : Lisa Grootenboer